# Iso Vesijärvi (sjö i Vesanto, Norra Savolax, Finland)
Iso Vesijärvi eller Vesijärvi är en sjö i Finland. Den ligger i kommunen Vesanto i landskapet Norra Savolax, i den centrala delen av landet, 300 km norr om huvudstaden Helsingfors. Iso Vesijärvi ligger 110,6 meter över havet. Den är 25 meter djup. Arean är 5,35 kvadratkilometer och strandlinjen är 25,04 kilometer lång. Sjön  ingår i Kymmene älvs huvudavrinningsområde.   I omgivningarna runt Iso Vesijärvi växer i huvudsak blandskog.
I övrigt finns följande i Iso Vesijärvi:
- Väinölänsaari (en ö)
- Surmasaari (en ö)
- Veitikansaari (en ö)
- Karvaluoto (en ö)
- Ahosaari (en ö)
- Palosaari (en ö)

I övrigt finns följande vid Iso Vesijärvi:
- Ahveninen (en sjö)
- Pieni Iso Vesijärvi (en sjö)